# 市街地ギャオ
市街地 ギャオ（しがいち ギャオ、1993年 - ）は、日本の小説家。大阪府生まれ、在住。会社員。

## 人物・経歴
25歳の時に初めて小説を書き、大阪文学学校に通い始める。2024年、「メメントラブドール」で第40回太宰治賞を受賞してデビュー。同作で第46回野間文芸新人賞候補、2025年に第1回永井荷風文学賞候補に選ばれる。
第129回文學界新人賞を受賞し同時期にデビューした福海隆は元バンド仲間。

## 作品リスト

### 単行本
- 『メメントラブドール』（2024年10月 筑摩書房）
  - 初出:『太宰治賞2024』

### アンソロジー収録
- 「0番目の市街地ギャオ」 - 『ベスト・エッセイ2025』（2025年8月 光村図書出版）
  - 初出:『群像』2024年10月号

### 単行本未収録
小説
- 「かぁいいきみのままで」[6] - 『ちくま』2024年10月号
- 「君が夢から醒めないように」 - 『すばる』2025年2月号
- 「n回後のドライブ」 - 『東京新聞』2025年3月28日夕刊ほか
- 「IN a FloP」 - 『GOAT』Summer 2025（2025年6月）
- 「おれの舌禍」 - 『小説すばる』2025年7月号
- 「wet dogs」 - 『文學界』2025年8月号

エッセイなど
- 「作家を作った言葉」 - 「小説丸」2024年8月5日更新[7]
- 「ポケゴから君の街まで」 - 『小説トリッパー』2024年秋季号
- 「冷静と衝撃のあいだ」[1] - 『ちくま』2024年11月号
- 「喉が詰まって思い出す本 金原ひとみ『星へ落ちる』」 - 「webちくま」2024年10月30日更新[8]
- 「namelessかおり」 - 『新潮』2024年12月号
- 「踏み絵みたいなスーパーと、生活」 - 『小説すばる』2025年1月号
- 「世界を支配しているのは「現象」ではなく「感情」だ」（本谷有希子『セルフィの死』書評）[9] - 『文藝』2025年春季号
- 「Not 世界 For Me」 - 『小説 野性時代』2025年2月号
- 「愛おしい隣人たち」（鈴木涼美『ノー・アニマルズ』書評） - 『群像』2025年7月号